# Hydrolea quadrivalvis
Hydrolea quadrivalvis är en tvåhjärtbladig växtart som beskrevs av Thomas Walter. Hydrolea quadrivalvis ingår i släktet Hydrolea och familjen Hydroleaceae. Inga underarter finns listade i Catalogue of Life.